# 春萌 〜はるもい〜
『春萌 〜はるもい〜』（はるもい）は、2006年4月14日にLOVERSOULより発売された日本の18禁恋愛アドベンチャーゲーム。

## 概要
LOVERSOULの商業作品第2弾。初回特典として未公開原画やスタッフインタビューが収録された60頁の原画集が配布されたほか、予約特典として主題歌とエンディングテーマソングの両ボーカル曲が収録されたマキシシングルが配布された。
2006年10月31日に「沙緒アフター」が公開されたのを皮切りに各キャラクターごとのアフターストーリーが、第2弾「りるけアフター」が2006年11月16日、第3弾「淡雪アフター」が2006年12月1日、第4弾「灰音アフター」が2006年12月14日にそれぞれ公開された。
キャラクターボイスが収録されていなかったアフターストーリーを新規にフルボイス化し、さらに書き下ろしのスペシャルエピソードとTECH GIAN版の先行体験版を収録した『春萌 〜はるもい〜 沙緒アフター』が2007年1月26日の一般発売に先立ち2006年12月29日-31日において開催されたコミックマーケット71にて先行販売された。
2009年4月18日よりダウンロード販売が開始された。

## ストーリー
大叔父の葬儀で生まれ故郷である北海道の能都萌町に帰郷した藤川通明は、叔母の勧めで大学の入学式までの短い期間を故郷で過ごすことにした。5年ぶりの故郷で通明を待っていたものは、懐かしい風景と天真爛漫な従姉妹、綺麗になった幼なじみ。そして、初対面のミステリアスな美少女であった。

## 登場人物
藤川 通明（ふじかわ みちあき）
身長：173cm
本編の主人公。春から東京の私立大学に入学する予定の学園生。卒業式を終えてから入学式までの期間ヒマなので、叔母の誘いに乗って故郷にしばらく滞在することにした。正義感の強い好青年であるが、ムッツリスケベではないかという疑惑をかけられている。女性のタイプは可愛い系よりも綺麗系。
風真 沙緒（かざま すなお）
声：佐本二厘
身長：159cm
3サイズ：B88/W57/H85
能都萌町の外れにある神社の跡取り娘の少女。表情の変化が乏しく飄々とし奇行も多いために何を考えているのか理解できず取っ付きにくい面もあるが、付き合ってみると素直で聡明な良い子。容姿は端麗で昨年度のミスのともいにも選ばれている。好物はカップうどんで、趣味はプラモデル。
藤川 りるけ（ふじかわ りるけ）
声：まきいづみ
身長：153cm
3サイズ：B92/W60/H91
通明より二歳年下の従姉妹の少女。明るく元気だが、能天気で頭はあまり回らない。栄養が全て胸に回ったと言われるほどの巨乳をしている。早起きが得意だが、その際に周囲の人間もたたき起こすために母親は迷惑している。家の裏の自家菜園で栽培をするほどネギが大好きで、料理にもネギを大量に入れてくる。
第一回の春萌キャラクター人気投票では1位となった。
帆村 淡雪（ほむら あわゆき）
声：茶谷やすら
身長：162cm
3サイズ：B86/W54/H87
通明の幼馴染の少女。実家は商店を経営しており店番のアルバイトをしている。田舎暮らしが嫌いで東京に出ることを望んでいたが、札幌の帝大に合格したために東京に出る機会を逸してしまったことに忸怩たる思いを抱えている。ジンギスカンがからむとテンションが上がる奇癖を持っている。沙緒とは親友の間柄。帆村新司という一つ年下の弟がいる。
藤川 灰音（ふじかわ はいね）
声：このかなみ
身長：156cm
3サイズ：B87/W58/H90
通明の叔母でりるけの母親。能都萌町の公務員をしており、この春に催される祭りの準備に日々追われている。美人でスタイルも抜群で初代ミスのともいにも選ばれている。ビジュアル系バンドのチェックが趣味で、某バンドのメンバーに似ている淡雪の弟の新司のことを狙っている。

## スタッフ
- 脚本：夏葉薫・水月紅葉
- 原画：はいおく・菜然しかな
- 音楽：朝霧奏（mysticphase）
- ディレクター：やまさきともや

## 主題歌
オープニングテーマ「きっと夢と雪でできている」
作詞：夏葉薫 / 作曲：上松範康（Elements Garden）/ 編曲：藤田淳平（Elements Garden） / 歌：榊原ゆい
エンディングテーマ「春萌 〜はるもい〜」
作詞・作曲・編曲：朝霧奏 / 歌：榊原ゆい

## 関連商品
サウンドトラック『春萌 Complete Sound Track』
発売日：2006年8月25日 / JANコード：4935066301500